# محوطه دستک علیا ۵
محوطه دستک علیا ۵ مربوط به عصر مس است و در شهرستان سرپل ذهاب، بخش مرکزی، دهستان حومه سرپل، ۲ کیلومتری جنوب دستک علیا واقع شده و این اثر در تاریخ ۲۶ اسفند ۱۳۸۷ با شمارهٔ ثبت ۲۵۵۹۴ به‌عنوان یکی از آثار ملی ایران به ثبت رسیده است.